# Morti nel 2021/Luglio
| Questa pagina contiene informazioni ricavate automaticamente dalle voci biografiche con l'ausilio del template Bio e di un bot. L'aggiornamento è periodico e automatico e ricostruisce completamente la pagina. Se manca una persona in questa lista, sei pregato di non aggiungerla, ma accertati piuttosto che la sua voce biografica contenga il template Bio e che i dati anagrafici siano correttamente compilati. Se il template Bio manca, inseriscilo tu stesso o, in alternativa, metti l'avviso {{tmp\|Bio}} che ne segnala la mancanza. Se i dati riportati sono sbagliati, correggi direttamente la voce biografica; le modifiche saranno visibili in questa lista entro pochi giorni. Per chiarimenti vedi il progetto biografie. La lista contiene solo le 205 persone che sono citate nell'enciclopedia e per le quali è stato implementato correttamente il template Bio. Pagina aggiornata al 2 ago 2025. |

- 1º luglio - Louis Andriessen, compositore olandese (n. 1939)
- 1º luglio - Antonio Cantisani, arcivescovo cattolico italiano (n. 1926)
- 1º luglio - Josh Culbreath, ostacolista statunitense (n. 1932)
- 1º luglio - Jurij Dochojan, scacchista russo (n. 1964)
- 1º luglio - Philece Sampler, attrice e doppiatrice statunitense (n. 1953)
- 2 luglio - Helmuth Ashley, regista, direttore della fotografia e sceneggiatore austriaco (n. 1919)
- 2 luglio - Paolo Beldì, regista televisivo italiano (n. 1954)
- 2 luglio - Claudy Chapeland, attore francese (n. 1944)
- 2 luglio - Naïm Kattan, scrittore e critico letterario iracheno (n. 1928)
- 2 luglio - Lehlo Ledwaba, pugile sudafricano (n. 1971)
- 2 luglio - Adrian Metcalfe, velocista britannico (n. 1942)
- 2 luglio - Nikolaj Sličenko, cantante e attore russo (n. 1934)
- 2 luglio - Wilfred Tranter, calciatore inglese (n. 1945)
- 2 luglio - Giuliano Zoratti, calciatore e allenatore di calcio italiano (n. 1947)
- 3 luglio - Desmond Davis, regista britannico (n. 1926)
- 3 luglio - Arcángel López, calciatore argentino (n. 1938)
- 3 luglio - Waldemar Mühlbächer, calciatore romeno (n. 1937)
- 3 luglio - Ted Nash, canottiere statunitense (n. 1932)
- 3 luglio - Enzo Polidori, politico italiano (n. 1936)
- 3 luglio - Roberto Rodríguez, vescovo cattolico argentino (n. 1936)
- 3 luglio - Rachmawati Sukarnoputri, politica indonesiana (n. 1950)
- 4 luglio - Angela Articoni, scrittrice italiana (n. 1964)
- 4 luglio - Francesco Bosi, politico italiano (n. 1945)
- 4 luglio - Antonio Roberto Cabrera, calciatore argentino (n. 1943)
- 4 luglio - Luminița Gheorghiu, attrice rumena (n. 1949)
- 4 luglio - Matīss Kivlenieks, hockeista su ghiaccio lettone (n. 1996)
- 4 luglio - Rick Laird, bassista irlandese (n. 1941)
- 4 luglio - Richard Lewontin, biologo e genetista statunitense (n. 1929)
- 4 luglio - Davide Montemurri, attore e regista italiano (n. 1930)
- 4 luglio - Dick Rienstra, attore e cantante olandese (n. 1941)
- 5 luglio - Raffaella Carrà, cantante, attrice e ballerina italiana (n. 1943)
- 5 luglio - Richard Donner, regista, produttore cinematografico e produttore televisivo statunitense (n. 1930)
- 5 luglio - Francesco Gallina, calciatore italiano (n. 1945)
- 5 luglio - Rubén Israel, allenatore di calcio uruguaiano (n. 1955)
- 5 luglio - Vladimir Men'šov, attore e regista sovietico (n. 1939)
- 5 luglio - Gillian Sheen, schermitrice britannica (n. 1928)
- 5 luglio - William Smith, attore statunitense (n. 1933)
- 5 luglio - Stan Swamy, prete e attivista indiano (n. 1937)
- 6 luglio - Sandrino De Toffol, politico italiano (n. 1938)
- 6 luglio - Angelo Del Boca, storico, giornalista e scrittore italiano (n. 1925)
- 6 luglio - J̌ivan Gasparyan, musicista sovietico (n. 1928)
- 6 luglio - Valerius Geist, biologo, zoologo e etologo canadese (n. 1938)
- 6 luglio - Miguel González Pérez, calciatore spagnolo (n. 1927)
- 6 luglio - Giuseppe Tesauro, giurista italiano (n. 1942)
- 7 luglio - Robert Downey Sr., attore, sceneggiatore e regista statunitense (n. 1936)
- 7 luglio - Keshav Dutt, hockeista su prato indiano (n. 1925)
- 7 luglio - John Allan Hobson, psichiatra statunitense (n. 1933)
- 7 luglio - Michael Horovitz, poeta, artista e traduttore inglese (n. 1935)
- 7 luglio - Ahmed Jibril, attivista e guerrigliero palestinese (n. 1935)
- 7 luglio - Dilip Kumar, attore indiano (n. 1922)
- 7 luglio - Pierre Laffitte, politico e ingegnere francese (n. 1925)
- 7 luglio - Jovenel Moïse, imprenditore e politico haitiano (n. 1968)
- 7 luglio - Carlos Reutemann, pilota automobilistico e politico argentino (n. 1942)
- 7 luglio - Chris Youngblood, wrestler statunitense (n. 1966)
- 7 luglio - Giovanni Tegano, mafioso italiano (n. 1939)
- 7 luglio - Herman Willemse, nuotatore olandese (n. 1934)
- 8 luglio - Frederick Hawthorne, chimico statunitense (n. 1928)
- 8 luglio - Bryan Watson, hockeista su ghiaccio e allenatore di hockey su ghiaccio canadese (n. 1942)
- 9 luglio - Boris Andreev, cosmonauta e ingegnere sovietico (n. 1940)
- 9 luglio - Alberto Bruschi, antiquario, storico e collezionista d'arte italiano (n. 1944)
- 9 luglio - Paul Huntley, parrucchiere e truccatore britannico (n. 1933)
- 9 luglio - Vladimir Karasev, scacchista russo (n. 1938)
- 9 luglio - Gian-Franco Kasper, dirigente sportivo svizzero (n. 1944)
- 9 luglio - Frank Lui, politico niueano (n. 1935)
- 9 luglio - Paul Mariner, calciatore e allenatore di calcio inglese (n. 1953)
- 9 luglio - Jehan Sadat, attivista egiziana (n. 1933)
- 10 luglio - Esther Béjarano, musicista e insegnante tedesca (n. 1924)
- 10 luglio - Byron Berline, violinista e mandolinista statunitense (n. 1944)
- 10 luglio - David Carter, giocatore di football americano statunitense (n. 1953)
- 10 luglio - Travis Fulton, artista marziale misto e pugile statunitense (n. 1977)
- 10 luglio - Jimmy Gabriel, calciatore e allenatore di calcio scozzese (n. 1940)
- 10 luglio - Natale Nobili, calciatore e allenatore di calcio italiano (n. 1935)
- 10 luglio - Ferenc Nyers, calciatore apolide (n. 1927)
- 11 luglio - Filippo Cavazzuti, economista e politico italiano (n. 1942)
- 11 luglio - Renée Deneuve, attrice teatrale e doppiatrice francese (n. 1911)
- 11 luglio - Charlie Gallagher, calciatore irlandese (n. 1940)
- 11 luglio - Laurent Monsengwo Pasinya, cardinale e arcivescovo cattolico della Repubblica Democratica del Congo (n. 1939)
- 11 luglio - Charles Robinson, attore statunitense (n. 1945)
- 11 luglio - Jerry Steele, cestista e allenatore di pallacanestro statunitense (n. 1939)
- 12 luglio - Luisa Adorno, scrittrice italiana (n. 1921)
- 12 luglio - Mick Bates, calciatore inglese (n. 1947)
- 12 luglio - Edwin Edwards, politico statunitense (n. 1927)
- 12 luglio - Alfonso Giordano, magistrato, giurista e politico italiano (n. 1928)
- 12 luglio - Erich Hasenkopf, calciatore austriaco (n. 1935)
- 12 luglio - Wilson Jones, calciatore spagnolo (n. 1934)
- 12 luglio - Paul Orndorff, wrestler statunitense (n. 1949)
- 12 luglio - Baselios Mar Thoma Paulose II, vescovo cristiano orientale indiano (n. 1946)
- 13 luglio - Antonio Barrutia, ciclista su strada, ciclocrossista e dirigente sportivo spagnolo (n. 1933)
- 13 luglio - Cha Gi-suk, calciatore sudcoreano (n. 1986)
- 13 luglio - Shirley Fry, tennista statunitense (n. 1927)
- 13 luglio - Aleksandr Stefanovič, regista e produttore cinematografico russo (n. 1944)
- 14 luglio - Christian Boltanski, artista, fotografo e regista francese (n. 1944)
- 14 luglio - Carol Patrice Christ, teologa statunitense (n. 1945)
- 14 luglio - Antonio Gómez del Moral, ciclista su strada spagnolo (n. 1939)
- 14 luglio - Mamnoon Hussain, politico e imprenditore pakistano (n. 1940)
- 14 luglio - Jeff LaBar, chitarrista statunitense (n. 1963)
- 14 luglio - Sally Miller Gearhart, attivista e scrittrice statunitense (n. 1931)
- 14 luglio - Erasmo Recami, fisico italiano (n. 1939)
- 14 luglio - Liliana Ugolini, scrittrice e drammaturga italiana (n. 1934)
- 15 luglio - Luciano Alberti, bobbista e hockeista su ghiaccio italiano (n. 1932)
- 15 luglio - Libero De Rienzo, attore italiano (n. 1977)
- 15 luglio - Yoel Kahn, rabbino, mistico e scrittore russo (n. 1930)
- 15 luglio - Jean Kraft, mezzosoprano statunitense (n. 1927)
- 15 luglio - Jerry Lewis, politico statunitense (n. 1934)
- 15 luglio - William F. Nolan, scrittore statunitense (n. 1928)
- 16 luglio - Biz Markie, rapper, disc jockey e beatboxer statunitense (n. 1964)
- 16 luglio - Danish Siddiqui, fotoreporter indiano (n. 1980)
- 16 luglio - Surekha Sikri, attrice indiana (n. 1945)
- 17 luglio - Pilar Bardem, attrice spagnola (n. 1939)
- 17 luglio - Claudine Hermann, fisica e attivista francese (n. 1945)
- 17 luglio - Williams Martínez, calciatore uruguaiano (n. 1982)
- 17 luglio - Giuseppe Cesare Perola, astrofisico italiano (n. 1940)
- 17 luglio - Marcel Queheille, ciclista su strada francese (n. 1930)
- 17 luglio - Jacqueline Sassard, attrice francese (n. 1940)
- 17 luglio - Robby Steinhardt, violinista, cantante e compositore statunitense (n. 1950)
- 17 luglio - Jacques Séréfio, cestista centrafricano (n. 1947)
- 17 luglio - Graham Vick, regista teatrale inglese (n. 1953)
- 17 luglio - Milan Živadinović, calciatore e allenatore di calcio serbo (n. 1944)
- 18 luglio - Jean C. Baudet, filosofo e biologo belga (n. 1944)
- 18 luglio - Bruce Kirby, inventore, designer e velista canadese (n. 1929)
- 18 luglio - Nenad Stekić, lunghista jugoslavo (n. 1951)
- 18 luglio - Maurizio Zurla, artista italiano (n. 1946)
- 19 luglio - Kurt Clemens, calciatore tedesco (n. 1925)
- 19 luglio - Layne Flack, giocatore di poker statunitense (n. 1969)
- 19 luglio - Bartolomeo Gatto, pittore e scultore italiano (n. 1938)
- 19 luglio - Jenny Lynn, culturista statunitense (n. 1972)
- 19 luglio - Arturo Armando Molina, politico e militare salvadoregno (n. 1927)
- 19 luglio - Carlo Mongardini, sociologo e scrittore italiano (n. 1938)
- 19 luglio - Iván Noel, regista, sceneggiatore e produttore cinematografico francese (n. 1968)
- 19 luglio - Simon Terry, arciere britannico (n. 1974)
- 20 luglio - Françoise Arnoul, attrice francese (n. 1931)
- 21 luglio - Nicolò Amato, giurista italiano (n. 1933)
- 21 luglio - Stan McKenzie, cestista statunitense (n. 1944)
- 22 luglio - John Hsane Hgyi, vescovo cattolico birmano (n. 1953)
- 22 luglio - Jean-Pierre Jaussaud, pilota automobilistico francese (n. 1937)
- 22 luglio - Greg Knapp, allenatore di football americano statunitense (n. 1963)
- 22 luglio - Michèle Lalonde, scrittrice e drammaturga canadese (n. 1937)
- 22 luglio - Peter Rehberg, compositore britannico (n. 1968)
- 22 luglio - Mike Smith, allenatore di calcio inglese (n. 1937)
- 23 luglio - Hubert Bucher, vescovo cattolico e missionario tedesco (n. 1931)
- 23 luglio - Dingui Elloh, cestista ivoriano
- 23 luglio - Patricia Kennealy, scrittrice e giornalista statunitense (n. 1946)
- 23 luglio - Tito Lupini, rugbista a 15 e allenatore di rugby a 15 sudafricano (n. 1956)
- 23 luglio - Toshihide Maskawa, fisico giapponese (n. 1940)
- 23 luglio - Claude Rouer, ciclista su strada francese (n. 1929)
- 23 luglio - Nicola Tranfaglia, storico e politico italiano (n. 1938)
- 23 luglio - Miguel Angel Virasoro, fisico argentino (n. 1940)
- 23 luglio - Steven Weinberg, fisico statunitense (n. 1933)
- 23 luglio - Tuomo Ylipulli, saltatore con gli sci finlandese (n. 1965)
- 24 luglio - Rodney Alcala, serial killer statunitense (n. 1943)
- 24 luglio - Jackie Mason, comico, cantante e attore statunitense (n. 1928)
- 25 luglio - Otelo Saraiva de Carvalho, militare portoghese (n. 1936)
- 25 luglio - Philip Chatfield, ballerino e direttore artistico britannico (n. 1927)
- 25 luglio - Luigi Concas, avvocato italiano (n. 1931)
- 25 luglio - Erika Vollmer, tennista tedesca (n. 1925)
- 26 luglio - Rick Aiello, attore statunitense (n. 1955)
- 26 luglio - Cliff Anderson, cestista statunitense (n. 1944)
- 26 luglio - Albert Bandura, psicologo canadese (n. 1925)
- 26 luglio - Brazo de Plata, wrestler messicano (n. 1963)
- 26 luglio - Ally Dawson, allenatore di calcio e calciatore scozzese (n. 1958)
- 26 luglio - Mike Enzi, politico statunitense (n. 1944)
- 26 luglio - Mike Howe, cantante statunitense (n. 1965)
- 26 luglio - Joey Jordison, batterista e polistrumentista statunitense (n. 1975)
- 26 luglio - Fernando Karadima, presbitero e criminale cileno (n. 1930)
- 26 luglio - Gilbert Levin, ingegnere statunitense (n. 1924)
- 26 luglio - Roald Paulsen, calciatore norvegese (n. 1938)
- 26 luglio - Félix Rivera, cestista portoricano (n. 1961)
- 26 luglio - Gogó Rojo, attrice argentina (n. 1942)
- 26 luglio - Ivan Toplak, calciatore e allenatore di calcio jugoslavo (n. 1931)
- 27 luglio - Sergio Asti, architetto e designer italiano (n. 1926)
- 27 luglio - Giuseppe De Donno, medico italiano (n. 1967)
- 27 luglio - Orlando Drummond, attore, doppiatore e conduttore radiofonico brasiliano (n. 1919)
- 27 luglio - Pete George, sollevatore statunitense (n. 1929)
- 27 luglio - Mo Hayder, scrittrice britannica (n. 1962)
- 27 luglio - Dusty Hill, bassista, tastierista e cantante statunitense (n. 1949)
- 27 luglio - Jasper Johnson, cestista statunitense (n. 1983)
- 27 luglio - Phillip King, scultore e docente britannico (n. 1934)
- 27 luglio - Einar Bruno Larsen, hockeista su ghiaccio e calciatore norvegese (n. 1939)
- 27 luglio - Gianni Nazzaro, cantante e attore italiano (n. 1948)
- 27 luglio - Jean-François Stévenin, attore francese (n. 1944)
- 27 luglio - Menchu Álvarez del Valle, giornalista spagnola (n. 1928)
- 28 luglio - André Catimba, calciatore brasiliano (n. 1946)
- 28 luglio - Oleg Dmitrievič Baklanov, politico russo (n. 1932)
- 28 luglio - Armando Betancourt, calciatore honduregno (n. 1957)
- 28 luglio - Lilly Bonato, cantante italiana (n. 1947)
- 28 luglio - Roberto Calasso, scrittore e editore italiano (n. 1941)
- 28 luglio - István Csom, scacchista ungherese (n. 1940)
- 28 luglio - Giuseppe Giacomini, tenore italiano (n. 1940)
- 28 luglio - Tamara Kamenszain, poetessa e saggista argentina (n. 1947)
- 28 luglio - John Madsen, calciatore danese (n. 1937)
- 29 luglio - Bruno Corazzari, attore italiano (n. 1940)
- 29 luglio - Carl Levin, politico statunitense (n. 1934)
- 29 luglio - Susan Reynolds, storica britannica (n. 1929)
- 29 luglio - Albert Vanhoye, cardinale francese (n. 1923)
- 29 luglio - Gerardo dos Santos, calciatore brasiliano (n. 1962)
- 30 luglio - Jack Couffer, direttore della fotografia e regista statunitense (n. 1924)
- 30 luglio - Alan Miller, sciatore alpino statunitense (n. 1940)
- 30 luglio - Italo Vassallo, calciatore etiope (n. 1940)
- 31 luglio - Angela Bailey, velocista canadese (n. 1962)
- 31 luglio - Maritza Caballero, cestista cubana (n. 1958)
- 31 luglio - Terry Cooper, calciatore e allenatore di calcio inglese (n. 1944)
- 31 luglio - Alvin Ing, attore e cantante statunitense (n. 1932)
- 31 luglio - Angelo Siino, mafioso e collaboratore di giustizia italiano (n. 1944)
- 31 luglio - Paola Staccioli, scrittrice e attivista italiana (n. 1958)
- 31 luglio - Aloys Wobben, imprenditore e ingegnere tedesco (n. 1952)